# Glossopappus
Glossopappus es un género monotípico perteneciente a la familia de las asteráceas. Su única especie: Glossopappus macrotus, es originaria del Sur de Europa y Norte de África.

## Descripción
Es una planta herbácea glabrescente, glauca. Con tallos que alcanzan un tamaño de 12-60 cm de altura, erectos o ascendentes, simples o ramificados desde la base. Las hojas inferiores largamente pecioladas, de obovadas a espatuladas, de crenado-lobadas a serradas; las superiores generalmente sentadas, lanceoladas, serradas. Capítulos largamente pedunculados. Brácteas más externas panduradas; las medias e internas con ápice membranoso subcircular. Limbo de las flores hemiliguladas de 5-14 mm. Flores flosculosas de 44,5 mm. Los frutos son aquenios de las flores hemiliguladas sin costillas, incurvos; los de las flores flosculosas de  2 mm. Semicorona de (0-) 4-6 mm, plateada. 2n = 18 (Córdoba). Florece y fructifica de febrero a mayo.

## Distribución
Se encuentra en pastizales y veredas. sobre suelos básicos.  Distribución general en el sudoeste de la península ibérica, en La Vega, Los Alcores, Campiña Baja, Campiña Alta, Subbética y Grazalema. En el Norte de África (Argelia y Marruecos).

## Taxonomía
Glossopappus macrotus fue descrita por (Durieu) Briq. y publicado en Fl. Alp. Marit. 6: 77 (1916)
Sinonimia
- Chrysanthemum macrotum (Durieu) Ball
- Coleostephus macrotus Durieu
- Coleostephus macrotus Durand
- Glossopappus chrysanthemoides Kunze
- Glossopappus macrotus subsp. chrysanthemoides Maire
- Glossopappus macrotus var. chrysanthemoides (Kunze) Maire
- Glossopappus macrotus var. concolor Maire
- Glossopappus macrotus var. discolor Maire
- Leucanthemum macrotum (Durieu) Heywood[4]

subsp. hesperius (Maire) Jahand. & Maire
- Glossopappus macrotus var. hesperius Maire
- Leucanthemum zaianicum Maire & Weiller[5]